# 中国女子囲棋名手戦
中国女子囲棋名手戦（ちゅうごくじょしいきめいしゅせん、中国女子围棋名手赛）は、中国の囲碁の女流棋士による棋戦。2023年に2023中国女子プロ囲棋名手深圳招待戦（2023中国女子职业围棋名手深圳邀请赛）として開催、2024年に2024中国女子囲棋名手戦開催。深圳市で行われる。
- 主催 中国囲棋協会、深圳市文化広電旅遊体育局
- 共催 深圳市大衆体育促進センター、深圳棋院、羅湖区文化広電旅遊体育局、深圳市脳力運動科技有限公司、(2024年)深圳厚勢囲棋倶楽部有限公司
- 優勝賞金 (2023年)10万元、(2024年)15万元

## 結果

### 優勝者と決勝戦
- 2023年 李赫 - 汪雨博
- 2024年 唐嘉雯 - 陸敏全

### 2023年
招待棋士8名により、2023年11月27-28日に行われた。
| 1回戦 - 李赫 - 芮廼偉 - 於之瑩 - 方若曦 - 汪雨博 - 文兆京 - 呉依銘 - 周泓余 | 準決勝 - 李赫 - 於之瑩 - 汪雨博 - 呉依銘 | 決勝 - 李赫 - 汪雨博 |

### 2024年
予選勝ち抜き者7名と、深圳代表1名の、計8名により、2024年12月6-8日に行われた。
| 1回戦 - 唐嘉雯 - 儲可児 - 汪雨博 - 於之瑩 - 陸敏全 - 李赫 - 芮廼偉 - 王爽 | 準決勝 - 唐嘉雯 - 汪雨博 - 陸敏全 - 芮廼偉 | 決勝 - 唐嘉雯 - 陸敏全 |